# Daniele Adani
Daniele Adani (10 de julio de 1974) es un exfutbolista italiano  y comentarista de fútbol, se desempeñaba como defensa y se retiró jugando para el Empoli FC. 
Actualmente, trabaja como comentarista en la radio italiana RAI.

## Clubes
| Club              | País   | Año       |
| ----------------- | ------ | --------- |
| Modena FC         | Italia | 1991-1994 |
| Brescia           | Italia | 1994-1999 |
| ACF Fiorentina    | Italia | 1999-2002 |
| FC Internazionale | Italia | 2002-2004 |
| Brescia           | Italia | 2004-2005 |
| Ascoli            | Italia | 2005-2006 |
| Empoli FC         | Italia | 2006-2008 |

## Palmarés
ACF Fiorentina
- Copa de Italia: 2001